# Comperia faceta
Comperia faceta är en stekelart som beskrevs av Prinsloo och Annecke 1978. Comperia faceta ingår i släktet Comperia och familjen sköldlussteklar. Inga underarter finns listade i Catalogue of Life.